# Liborius Fürstenhain
Liborius Fürstenhain (též Libor Fürstenhain, Furstenhaynn) byl tiskař, který působil v Olomouci na začátku 16. století.

## Život a dílo
Pocházel rakouského Heiligenstadtu u Vídně. Dne 13. srpna 1504 daroval městské radě v Olomouci vlastní tisk humanistické učebnice latiny Marci Rustinimici ad Moravorum pueritiam pedagogus grammatices. Jde o jediný tisk Liboriuse Fürstehaina, který se dochoval. Použité písmo je goticko-humanistická rotunda. Tato učebnice latiny se vstupním dřevořezem sv. Václava, který použil už Konrad Baumgarten, se nachází ve vídeňské Národní knihovně.